# Sloanea mexicana
Sloanea mexicana là một loài thực vật có hoa trong họ Côm. Loài này được Standl. miêu tả khoa học đầu tiên năm 1923.